# Élection à la direction du Parti travailliste britannique de 1922
L'élection à la direction du Parti travailliste de 1922 a eu lieu en 1922 pour élire le chef du Parti travailliste.
John Clynes est le chef du parti depuis 1921. Il est contesté par Ramsay MacDonald. C'est ce dernier qui remporte l'élection interne. Il devient le nouveau chef du parti. John Clynes devient quant à lui, chef adjoint du parti.

## Candidats
| Nom | Nom              | Mandat(s)                                 |
| --- | ---------------- | ----------------------------------------- |
|     | Ramsay MacDonald | Ancien chef du parti MP pour Aberavon     |
|     | John Clynes      | Chef du parti MP pour Manchester Platting |

## Résultats
|                     | Ramsay MacDonald    | 61    | 52,14 |
| John Clynes         | 56                  | 47,86 |       |
| Total/participation | Total/participation | 117   | 82,39 |